# Martin Mikovič
Martin Mikovič (ur. 12 września 1990 w Trnawie) – słowacki piłkarz występujący na pozycji pomocnika lub napastnika w klubie Spartak Trnawa.

## Kariera klubowa
Wychowanek klubu Spartak Trnawa. W 2010 roku włączono go do składu pierwszego zespołu. 10 kwietnia 2010 zadebiutował w Corgoň Lidze w meczu z FK Senica (1:2), wychodząc na plac gry w podstawowym składzie. W sezonie 2009/10 dotarł ze swoim klubem do finału Pucharu Słowacji, w którym uległ 0:6 Slovanowi Bratysława. Latem 2012 roku wystąpił po raz pierwszy w europejskich pucharach, kiedy to zagrał w meczu przeciwko Sligo Rovers FC (3:1) w kwalifikacjach Ligi Europy 2012/13, w którym zdobył 2 bramki. W lutym 2016 roku powierzono mu funkcję kapitana zespołu, którą pełnił przez rok, do momentu wyrażenia przez niego chęci zmiany klubu. Ogółem rozegrał on w barwach Spartaka Trnava 155 ligowych spotkań, w których zdobył 26 goli.
W lutym 2017 roku podpisał 3-letni kontrakt z Bruk-Bet Termalicą Nieciecza prowadzoną przez Czesława Michniewicza. 11 marca 2017 zadebiutował w Ekstraklasie w przegranym 0:1 meczu z Wisłą Płock, w którym pojawił się na boisku w 80. minucie zmieniając Guilherme. 4 czerwca zdobył pierwszą bramkę w polskiej lidze w spotkaniu przeciwko Wiśle Kraków (2:1).

## Kariera reprezentacyjna
W 2012 roku rozegrał 5 spotkań w reprezentacji Słowacji U-21.